# FC Andau
Der Fußballclub Andau, kurz FC Andau, ist ein Fußballverein aus der burgenländischen Marktgemeinde Andau. Der Verein gehört dem Burgenländischen Fußballverband (BFV) an und spielt seit der Saison 2022/23 in der vierthöchsten Leistungsstufe, der Landesliga.

## Geschichte
Der FC Andau wurde 1930 gegründet. Die Andauer spielten jahrelang in der Landesliga: Von 1964 bis 1968 und ab 1982. In der Saison 1985/86 nahm Andau erstmals am ÖFB-Cup teil, verlor allerdings mit 12:0 gegen den Regionalligisten VSE St. Pölten. 1990 stieg der Verein nach acht Spielzeiten wieder aus der höchsten burgenländischen Spielklasse ab. Nach zehn Jahren gelang Andau 2000 wieder der Aufstieg in die Landesliga. 2002 folgte allerdings als Tabellenletzter nach zwei Spielzeiten wieder der Gang in die Fünftklassigkeit.
2007 war der Verein schließlich in der niedrigsten burgenländischen Spielklasse angekommen, der siebtklassigen 2. Klasse. In der Saison 2012/13 wurde Andau schließlich mit einem Punkt Vorsprung auf den UFC Weiden/See Meister der Gruppe Nord und stieg somit in die sechstklassige 1. Klasse auf. In der 1. Klasse sollte man allerdings nur eine Spielzeit verbringen, denn in der Saison 2013/14 konnte man als Meister der Gruppe Nord auch den zweiten Meistertitel in Folge feiern und somit in die fünftklassige II. Liga aufsteigen.
In der II. Liga konnte man sich allerdings nur eine Saison halten, in der Saison 2014/15 stieg man als Tabellenletzter wieder in die 1. Klasse ab. In der darauffolgenden Saison 2015/16 wurde Andau aber wieder Meister in der 1. Klasse Nord und stieg damit direkt wieder in die II. Liga auf. In der Saison 2016/17 wurde der Verein nach der Rückkehr prompt Meister der II. Liga Nord, verzichtete aber auf den sportlich erreichten Aufstieg in die Landesliga. In der Saison 2021/22 wurde der Verein dann wieder Meister und nahm diesmal auch das Aufstiegsrecht wahr.